# Grant Warwick
Grant David Warwick (* 11. Oktober 1921 in Regina, Saskatchewan; † 27. September 1999) war ein kanadischer Eishockeyspieler und -trainer, der in seiner aktiven Zeit von 1938 bis 1958 unter anderem für die New York Rangers, Boston Bruins und Canadiens de Montréal in der National Hockey League gespielt hat. Seine Brüder Bill und Dick waren ebenfalls professionelle Eishockeyspieler.  

## Karriere
Grant Warwick begann seine Karriere als Eishockeyspieler in seiner Heimatstadt, in der er von 1938 bis 1940 für die Amateurmannschaft Regina Abbotts aktiv war. Anschließend spielte er ein Jahr lang für den Stadtnachbarn Regina Rangers, mit denen er 1941 auf Anhieb den Allan Cup, die kanadische Amateurmeisterschaft, gewann. Zur Saison 1941/42 wechselte der Flügelspieler zu den New York Rangers aus der professionellen National Hockey League. In seinem ersten Profijahr konnte er mit 16 Toren und 18 Vorlagen in insgesamt 50 Spielen überzeugen, woraufhin er die Calder Trophy als Rookie des Jahres erhielt. In der Folgezeit wurde er einer der Stammspieler bei den Rangers, verpasste jedoch einen Großteil der Saison 1943/44, nachdem er am 23. Dezember 1943 in einem Spiel gegen die Detroit Red Wings eine schwere Gehirnerschütterung erlitten hatte. 1947 nahm er am ersten NHL All-Star Game teil.
Nach sechseinhalb Jahren bei den New York Rangers wurde Warwick im Februar 1948 im Tausch für Billy Taylor an die Boston Bruins abgegeben. Dort blieb er nur etwas über ein Jahr, ehe er im Oktober 1949 innerhalb der NHL an die Canadiens de Montréal verkauft wurde. Für Montréal erzielte er in 26 Spielen zwei Tore und sechs Vorlagen, ehe er zweieinhalb Jahre lang für die Buffalo Bisons in der American Hockey League auf dem Eis stand. Von 1952 bis 1956 spielte er für die Amateurmannschaft Penticton V’s, bei denen er zwischenzeitlich Spielertrainer war. Im Jahr 1955 gewann er mit Penticton ebenfalls den Allan Cup. In der Saison 1956/57 war er als Spielertrainer für die Trail Smoke Eaters tätig, ehe er im folgenden Jahr noch einmal für die Kamloops Chiefs in Ontario aufs Eis ging. Anschließend beendete er im Alter von 36 Jahren seine aktive Karriere. 

### International
Mit seiner Vereinsmannschaft Penticton V’s durfte Warwick als amtierender kanadischer Amateurmeister bei der Weltmeisterschaft 1955 als kanadische Nationalmannschaft antreten. Als Spielertrainer gewann er mit seiner Mannschaft die Goldmedaille. 

## Erfolge und Auszeichnungen
- 1941 Allan-Cup-Sieger mit den Regina Rangers
- 1942 Calder Trophy
- 1947 NHL All-Star Game
- 1953 OSHL First All-Star Team
- 1954 OSHL First All-Star Team
- 1954 Allan-Cup-Sieger mit den Penticton V’s
- 1955 OSHL First All-Star Team
- 1956 OSHL First All-Star Team

### International
- 1955 Goldmedaille bei der Weltmeisterschaft